# Изабелла де Куси
Изабелла Английская (16 июня 1332, Вудстокский дворец, Оксфордшир — 5 октября 1382) — английская принцесса, старшая дочь короля Эдуарда III и Филиппы Геннегау. Супруга Ангеррана VII де Куси, 1-го графа Бедфорд. В 1376 году стала дамой Ордена Подвязки.

## Биография
Изабелла была вторым ребёнком и старшей дочерью венценосных супругов. Её назвали в честь бабушки по отцовской линии, Изабеллы Французской. Считается, что она была любимицей своего отца.
Она родилась в Вудстокском дворце в Оксфордшире 16 июня 1332 года; любящие родители сильно баловали дочь. Она спала под меховым покрывалом в украшенной тафтой позолоченной колыбели. Её платья были из импортного итальянского шёлка, расшиты драгоценными камнями и с подкладкой из меха. У Изабеллы и её братьев и сестёр была своя собственная свита, в которую входили личный капеллан, музыканты, гувернёр и гувернантка благородных кровей, а также три придворные дамы, а также штат конюхов, эсквайров, клерков, дворецких, поваров и других слуг. В детстве Изабелла была отправлена жить в семью Уильяма и Элизабет Сент-Омер, где также находились её старший брат Эдуард и младшая сестра Иоанна.
Когда ей было всего 3 года, её отец попытался устроить брак между Изабеллой и Педро Кастильским, наследником Кастильского короля; её младшая сестра Иоанна была позже обручена с Педро, однако умерла до свадьбы.
Избалованная, волевая и для того времени экстравагантная Изабелла оставалась незамужней до 33-х лет. Прожекты её замужества, в том числе её возможный брак с Бернаром, сыном Бернара Эзи V д’Альбре, не осуществлялись по разным причинам.
В конце концов её разрешили выйти замуж за богатого французского лорда Ангеррана VII де Куси, в которого она была влюблена. Сын и наследник Ангеррана VI де Куси и Екатерины Австрийской, он был на семь лет младше неё.
Её муж был доставлен в Англию в 1360 году в качестве заложника в обмен на освобождение короля Франции Иоанна II, английского заключенного. Они поженились 27 июля 1365 года в Виндзорском замке. Её отец, Эдуард III, дал ей в качестве приданого большой годовой доход, вместе с дорогими драгоценностями и землями; де Куси был восстановлен в его семейных землях в Йоркшире, Ланкастере, Уэстморленде и Камберленде и освобождён без необходимости выкупа.
В ноябре 1365 года Изабелле и её мужу было разрешено отбыть во Францию; их первая дочь, Мария, родилась на семейных землях в Куси в апреле 1366 года. Позже они вернулись с визитом в Англию; по этому случаю Ангерран стал графом Бедфорд 11 мая 1366 года, что сделало Изабеллу графиней Бедфорд, а также деди де Куси. После рождения второй дочери Изабеллы, Филиппы, в 1367 году Эдуард также сделал Ангеррана и Изабеллу графом и графиней Суассона. Поскольку её муж также служил королю Франции в качестве военачальника, он часто был вдали от дома; поэтому Изабелла, хотя и жила в основном с мужем во Франции, часто посещала свою семью в Англии.
Изабелла была рядом со своим отцом, когда он умер 21 июня 1377 года; до этого в апреле её срочно вызвали в Англию.
После коронации Ричарда II, племянника Изабеллы, в августе 1377 года Ангерран отрёкся от всех своих английских связей и владений. После этого Изабелла умерла в Англии при загадочных обстоятельствах, разлучившись со своим мужем и старшей дочерью Марией.
Её смерть произошла либо в апреле 1379 года, либо в период с 17 июня по 5 октября 1382 года. Она была похоронена в церкви Грейфрайерс в Ньюгейте в Лондоне. Через семь лет после её смерти её супруг женился на Изабелле, дочери Жана I, герцога Лотарингии и Софии Вюртембергской.